# 扎維特涅 (基韋爾齊區)
50°56′11″N 25°29′25″E / 50.93639°N 25.49028°E
扎維特涅（烏克蘭語：Завітне），是烏克蘭的村落，位於該國西部沃倫州，由盧茨克區負責管轄，始建於1964年，面積1.53平方公里，海拔高度193米，2001年人口445，人口密度每平方公里291.8人。